# Apostasioideae
Apostasioideae Horan., 1847 è una sottofamiglia della famiglia delle Orchidacee.

## Descrizione
Sono considerate il ramo evolutivo basale delle Orchidaceae e si caratterizzano per la presenza nei fiori di 2 o 3 stami, laddove la maggior parte delle orchidee presenta un solo stame.

## Distribuzione e habitat
La sottofamiglia comprende orchidee terrestri diffuse nell'Asia tropicale, nell'arcipelago indo-malese e nell'Australia settentrionale.

## Tassonomia
La sottofamiglia comprende 2 generi e 16 specie:
- Apostasia Blume
  - Apostasia fogangica Y.Y.Yin, P.S.Zhong & Z.J.Liu
  - Apostasia latifolia Rolfe
  - Apostasia nuda R.Br. in N.Wallich
  - Apostasia odorata Blume
  - Apostasia parvula Schltr.
  - Apostasia ramifera S.C.Chen & K.Y.Lang
  - Apostasia shenzhenica Z.J.Liu & L.J.Chen
  - Apostasia wallichii R.Br. in N.Wallich
- Neuwiedia Blume
  - Neuwiedia borneensis de Vogel
  - Neuwiedia elongata de Vogel
  - Neuwiedia griffithii Rchb.f.
  - Neuwiedia inae de Vogel
  - Neuwiedia malipoensis Z.J.Liu, L.J.Chen & K.Wei Liu
  - Neuwiedia siamensis de Vogel
  - Neuwiedia veratrifolia Blume
  - Neuwiedia zollingeri Rchb.f.